# Giao hưởng số 19 (Mozart)
Giao hưởng số 19 cung Mi giáng trưởng, K. 132 là tác phẩm của nhà soạn nhạc người Áo Wolfgang Amadeus Mozart. Tác phẩm được viết vào tháng 7 năm 1772, trong khi cư trú tại đường Ebuny, London, Anh.